# سمیر لاموشی
سمیر لاموشی (انگلیسی: Samir Lamouchi؛ زادهٔ ۲۵ ژوئیهٔ ۱۹۵۱) بازیکن والیبال اهل تونس بود.